# أوستيكينوماب
أوستيكينوماب  (بالإنجليزية: Ustekinumab)‏، الذي يُباع تحت الاسم التجاري ستيلارا (بالإنجليزية: Stelara)‏، هو دواء يستخدم لعلاج داء كرون، والتهاب القولون التقرحي، والصدفية اللويحية، والتهاب المفاصل الصدفي . يُسْخدم بشكل عام فقط إذا لم تكن العلاجات الأخرى فعالة. يُعطى عن طريق التسريب الوريدي أو الحقن تحت الجلد.
تشمل الآثار الجانبية الشائعة له: آلام المفاصل وآلام الظهر والإسهال والالتهابات. قد تشمل الآثار الجانبية الأخرى الحساسية المفرطة والسرطان ومتلازمة اعتلال بيضاء الدماغ الخلفي العكوس. وهو جسم ضدي أحادي النسيلة يستهدف IL-12 وIL-23 . يُصنف على أنه دواء مضاد للروماتيزم مُعدل للمرض (DMARD).
تمت الموافقة على استخدامه الطبي في أوروبا والولايات المتحدة في عام 2009. في المملكة المتحدة، تكلف الجرعات 45 ملغ و90 ملغ هيئة الخدمات الصحية الوطنية 2150 جنيهًا إسترلينيًا لكل منهما اعتبارًا من عام 2021. في الولايات المتحدة يبلغ سعره حوالي 12.500 دولارًا أمريكيًا لكل 45 ملغ.